# Band RS
Band RS é uma emissora de televisão brasileira sediada em Porto Alegre, capital do estado do Rio Grande do Sul. Opera no canal 10 (32 UHF digital) e é uma emissora própria da Band. Seus estúdios ficam localizados na Tecnopuc, da PUC-RS, no bairro do Partenon, onde sedia-se todo o holding do Grupo Bandeirantes de Comunicação no Rio Grande do Sul, e sua antena de transmissão está no Morro da Polícia.

## História

### TV Difusora (1969–1980)
A emissora surgiu da semente da Rádio Difusora que havia sido inaugurada em 27 de outubro de 1934 pela Ordem dos Frades Menores Capuchinhos, num movimento de expansão missionária do projeto de evangelização da igreja católica proposto pelo Papa Pio XI na encíclica Rerum ecclesiae. Sensíveis a estes apelos e inspirados pelas encíclicas Evangelii praecones do Papa Pio XII e Princeps pastorum do Papa João XXIII, os frades inauguraram a TV Difusora em 10 de outubro de 1969.
A inauguração da TV Difusora foi um evento muito bem organizado que contou com a presença do governador, Peracchi Barcelos, do cardeal Dom Vicente Scherer e do presidente Emílio Garrastazu Médici. Na oportunidade, Médici fez seu primeiro pronunciamento na televisão após ser escolhido o presidente da República. O mascote do canal era um leão, enquanto o logo parecia um leque em círculo, com todas as cores primárias e o número 10 no centro.
Em 19 de fevereiro de 1972, a TV Difusora foi a primeira emissora brasileira a realizar transmissão ao vivo, em cores, diretamente da solenidade da Festa da Uva, de Caxias do Sul. Foi uma transmissão histórica em todo o país, inaugurando um novo momento da televisão brasileira.
As atrações locais começava com um conselho de 5 minutos de um padre capuchinho. Logo depois, entravam séries infantis, como A Feiticeira e Os Monkees. Concorrendo com o Jornal do Almoço da TV Gaúcha, a emissora apresentava entre 11h30 e 14h30, o Portovisão, que estreou em 10 de outubro de 1974. Ele começava com o quadro de Fernando Vieira, que apresentava as novidades do mundo jovem. Logo depois vinha Tatata Pimentel, o primeiro homossexual assumido na televisão do Rio Grande do Sul, que contava o que estava acontecendo no mundo das discotecas, dos trends e do high society porto-alegrense. Seguia o quadro de José Antônio Daudt, que, em plena ditadura militar, teatralmente cobrava das autoridades que, por exemplo não usassem carros oficiais para fins particulares, inclusive dando no ar os números das placas "brancas" dos acusados. Ele batia com o punho na mesa e falava com voz de protesto. Depois de Daudt, era a vez do humorista Renato Pereira, que contava piadas no ar.
O comentário esportivo de Lauro Quadros antecedia ao noticiário do mundo dos esportes, seguido pelo comentário de Larry Pinto de Faria, enquanto Sérgio Jockymann vinha antes das notícias, que nas várias fases do programa, foram apresentadas por Sérgio Schüeller, José Fontela, Magda Beatriz, Clóvis Duarte, entre outros. O final da atração era preenchido por entrevistas voltadas ao público feminino, apresentado por Tânia Carvalho. O último Portovisão, desfalcado depois da debandada dos apresentadores para a TV Guaíba, foi ao ar em 1981, apresentado por Solange Bittencourt. A atração foi tão importante para a história da TV Difusora, que acabou virando, depois da compra pela Rede Bandeirantes, a razão social da emissora, Rádio e TV Portovisão Ltda.
A TV Difusora teve alguns programas infantis, como o Recreio, apresentado por Tia Bita e o menino Fabiano. Possuiu grande destaque educacional, a premiação "Aluno Nota Dez", onde eram distribuídos brindes como canetas com o selo "Eu sou nota Dez" para alunos que apresentassem o boletim com notas 10. As tardes eram preenchidas com filmes, séries e desenhos animados, e outras produções locais. No final dos anos 70 surgiu o Discoteca 78 (no ano seguinte, Discoteca 79), apresentado por Fernando Vieira, nos fins de tarde. Em 1980, o então diretor de programação Claro Gilberto lançou o Jornal da Mulher, apresentado por Maria Aparecida Vieira Souto e Tatata Pimentel, de segunda a sexta entre 16h e 17h.
As noites eram marcadas pelo noticiário Câmera 10, que teve apresentadores como Ana Amélia Lemos, a Miss Universo Ieda Maria Vargas, Sérgio Schueller, José Fontela e Magda Beatriz. O Camisa 10 era o programa esportivo da emissora, apresentado logo depois do noticiário. Teve vários apresentadores e comentaristas, como João Carlos Belmonte, Lauro Quadros, Kenny Braga e Larry Pinto de Faria. Durante seus primeiros anos, a TV Difusora também contou em seu casting com nomes como Walmor Chagas, Moacyr Scliar, José Fogaça, Carlos Bastos, Ayrton Fagundes, Adroaldo Streck, Cascalho Contursi, Geraldo José de Almeida, entre outros.
Na década de 1970, a TV Difusora tentou estabelecer sua programação nacionalmente, aliado ao plano de tornar Porto Alegre um centro de produção cultural, em oposição ao Eixo Rio-São Paulo, onde estavam baseadas as redes nacionais. Essa tentativa aconteceu em 1972, com a aquisição do controle acionário da TV Rio pela OFM. Porém, devido a problemas financeiros, a emissora foi extinta em 1977. Da mesma forma, a TV Difusora já não conseguia estabelecer uma programação eminentemente local, e em 1979, tornou-se afiliada à recém criada Rede Bandeirantes, que passou a responder por 30% da programação.

### Emissora própria da Band (1980–presente)
No ano seguinte, em 30 de junho de 1980, a OFM vendeu a TV Difusora e a Rádio Difusora para o Grupo Bandeirantes de Comunicação, que tinha interesse em ampliar seus investimentos no sul do País. A partir daí, a emissora passou a se chamar TV Bandeirantes Rio Grande do Sul.
Em 1981, a emissora gaúcha lançou um programa infantil matutino com o mágico Tio Tony, chamado Carrossel Bandeirantes. As manhãs eram finalizadas com o policialesco TV Cidade, apresentado por José Antônio Daudt e Solange Bittencourt. Em meados da década de 1980, o diretor da emissora, Paulo Solano, criou uma nova versão do Portovisão, convidando Clovis Duarte, Tatata Pimentel, José Antônio Daudt, Renato Pereira, Carlos Alberto Pires de Miranda, Xicão Tofani, Rosa Helena e Bibo Nunes para apresentarem o Meio-Dia A Hora Local, que ia ao ar até as 13h30.
Com a extinção do programa para dar lugar ao noticiário Acontece, gerado em São Paulo, e o esportivo Esporte Total, também vindo da matriz, foi criada uma nova atração para as 13h, o Sul TV, apresentado por Vera Armando. A esposa do diretor Paulo Solano produziu um programa de variedades matinal de nome inusitado e curiosamente longo, apresentado por Rosa Helena, o Programa Feminino ou "Quando as mulheres podem falar o que bem entendem sem que os homens interrompam". Este era o nome da atração, provavelmente o mais longo da história da televisão brasileira.
No final dos anos 90 a emissora contratou a ex-apresentadora do Jornal do Almoço e ex-deputada estadual Maria do Carmo Bueno para apresentar o programa Lado a Lado, a partir das 13h. Outra atração local que marcou os anos 80 era o Bandeirantes Recebe, que ia ao ar aos sábados pela manhã, apresentado por Carmem Lucci.
Em 29 de agosto de 2016, após 32 anos no Grupo RBS, Paulo Brito passou a integrar o Grupo Bandeirantes, onde participava do esportivo Os Donos da Bola, além de ser narrador da Rádio Bandeirantes, mas ele deixou a emissora em 2018.
Em 23 de janeiro de 2017, o jornalista Sérgio Cóssio, que trabalhou por RBS TV e SBT Santa Catarina é anunciado como novo diretor geral da Band no Rio Grande do Sul. Ele substitui Leonardo Meneghetti, que irá para São Paulo para chefiar um núcleo que atuará junto a rede de emissoras próprias da Band. Em 2019, por causa de questões pessoais e de saúde, ele deixou a emissora, sendo substituído interinamente por Cláudio Giordani (diretor da emissora no interior paulista) até 10 de setembro, quando Leonardo Meneghetti retorna a Band RS.
Em 26 de dezembro de 2019, morre o chef de cozinha e apresentador Rodrigo Werner, que apresentava o programa Truques de Cozinha, exibido desde maio de 2017.
Em 11 de março de 2024, o Grupo Bandeirantes no Rio Grande do Sul transferiu sua sede do histórico endereço no bairro Santo Antônio, onde ficou desde o início de suas operações em 1980, para o  Parque Científico e Tecnológico da PUC-RS, a Tecnopuc. Neste dia, todos seus programas locais estrearam cenários novos.

## Sinal digital

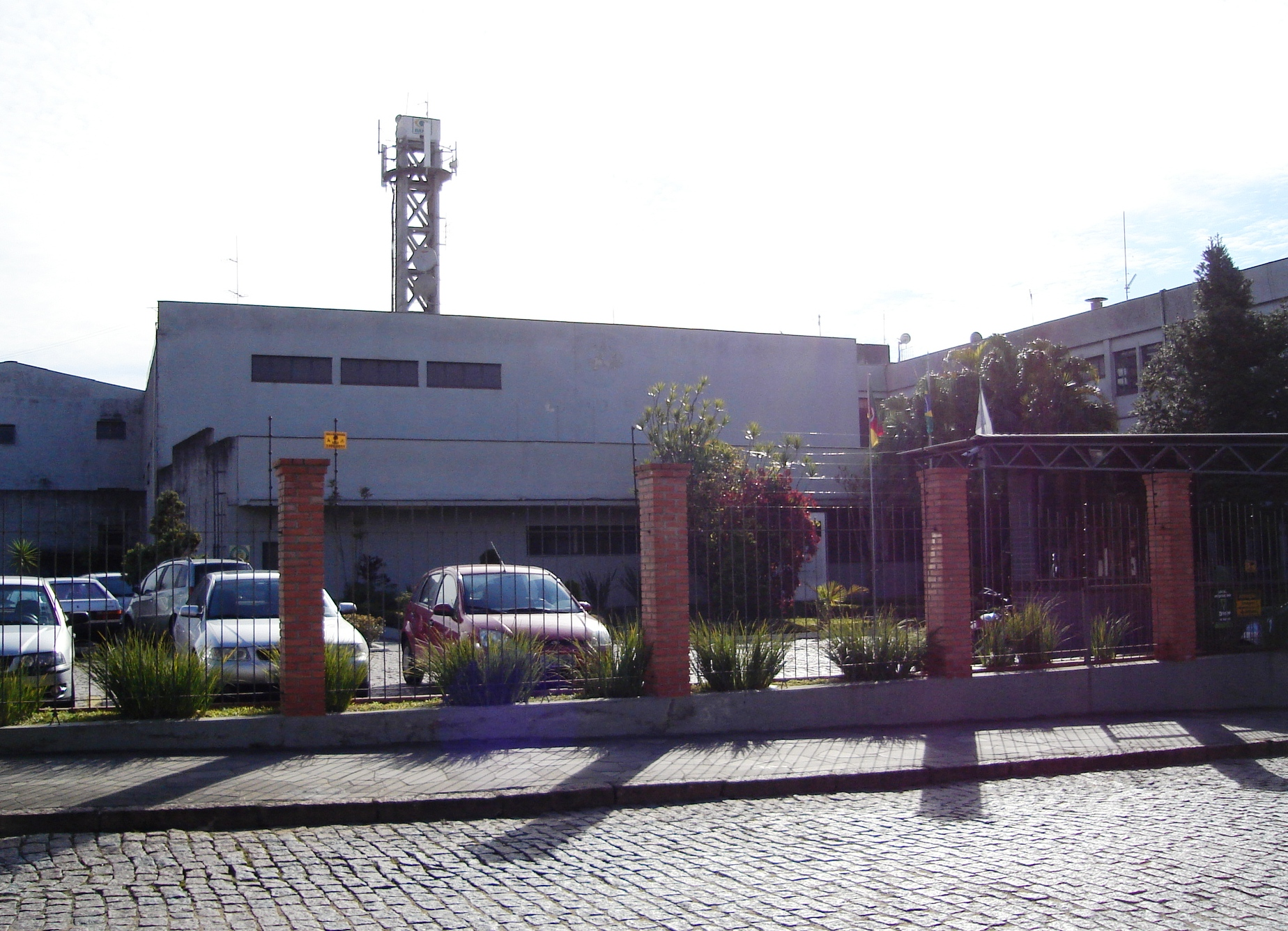
Antiga sede da emissora no bairro Santo Antônio, em 2007. O local abrigou o Grupo Bandeirantes no RS entre 1980 e 2024.

### Transição para o sinal digital
Com base no decreto federal de transição das emissoras de TV brasileiras do sinal analógico para o digital, a Band RS, bem como as outras emissoras de Porto Alegre, cessou suas transmissões pelo canal 10 VHF em 14 de março de 2018, seguindo o cronograma oficial da ANATEL. O switch-off aconteceu às 23h59, durante a exibição do filme Cruzada, na sessão Quarta no Cinema, que foi substituído por um slide do MCTIC e da ANATEL sobre o switch-off.